# Esteban Rivas
Esteban Hernán Rivas  (Buenos Aires, Argentina; 1 de agosto de 1988) es un futbolista argentino que juega en la posición de delantero. Su actual equipo es el Pelileo, de la Segunda Categoría (tercera división de Ecuador.
Dentro de su historial deportivo ha jugado en países como Argentina, México, Paraguay y Ecuador.

## Clubes
| Club              | País      | Año         |
| ----------------- | --------- | ----------- |
| Independiente     | Argentina | 2004 - 2005 |
| Querétaro         | México    | 2005        |
| El Porvenir       | Argentina | 2006        |
| Atlético Alvarado | Argentina | 2007 - 2008 |
| Olmedo            | Ecuador   | 2008 - 2011 |
| Sol de América    | Paraguay  | 2013        |
| Liga de Loja      | Ecuador   | 2017        |
| Mushuc Runa       | Ecuador   | 2018 - 2020 |
| Pelileo           | Ecuador   | 2020 -      |

### Liga de Loja
Para el año 2017 el jugador argentino recae nuevamente en el fútbol ecuatoriano, luego que estuvo entre los años 2008 y 2011 en el Centro Deportivo Olmedo, para este año se lo considera como el último foráneo contratado por el equipo del sur del país, Liga Deportiva Universitaria de Loja pelea por ascender a la liga de mayor importancia del Ecuador, al finalizar la primera etapa del Campeonato Ecuatoriano de Fútbol Serie B 2017, la garra del oso se encuentra en el tercer lugar a 3 puntos del primero en la tabla, el rendimiento de Esteban fue clave para que el equipo gane partidos importantes consiguió 14 partidos jugados con 9 anotaciones con un promedio de 0.64 y fue el cuarto máximo goleador del campeonato. Existió una polémica en el mes de mayo cuando existió una gresca dentro del Estadio Federativo Reina del Cisne donde se acusa a tres jugadores de incitar a la violencia en el escenario deportivo, recibiendo una suspensión de un año calendario, pero se pudo apelar y no existió tan severo castigo.

## Palmarés

### Campeonatos nacionales
| Título             | Club        | País    | Año  |
| ------------------ | ----------- | ------- | ---- |
| Serie B de Ecuador | Mushuc Runa | Ecuador | 2018 |